# 德高里 (臺南市)
22°58′00″N 120°14′07″E / 22.9665308°N 120.2354061°E
德高里位在臺南市東區善東路與崇善路的東南邊，北鄰仁和里與崇善里，東邊與南邊為仁德區，西鄰大智里，且與崇文里有一小塊接觸。
此區原本幅員廣大，後來約在民國六十三年（1974年）之後陸續分割出新里。

## 里內設施

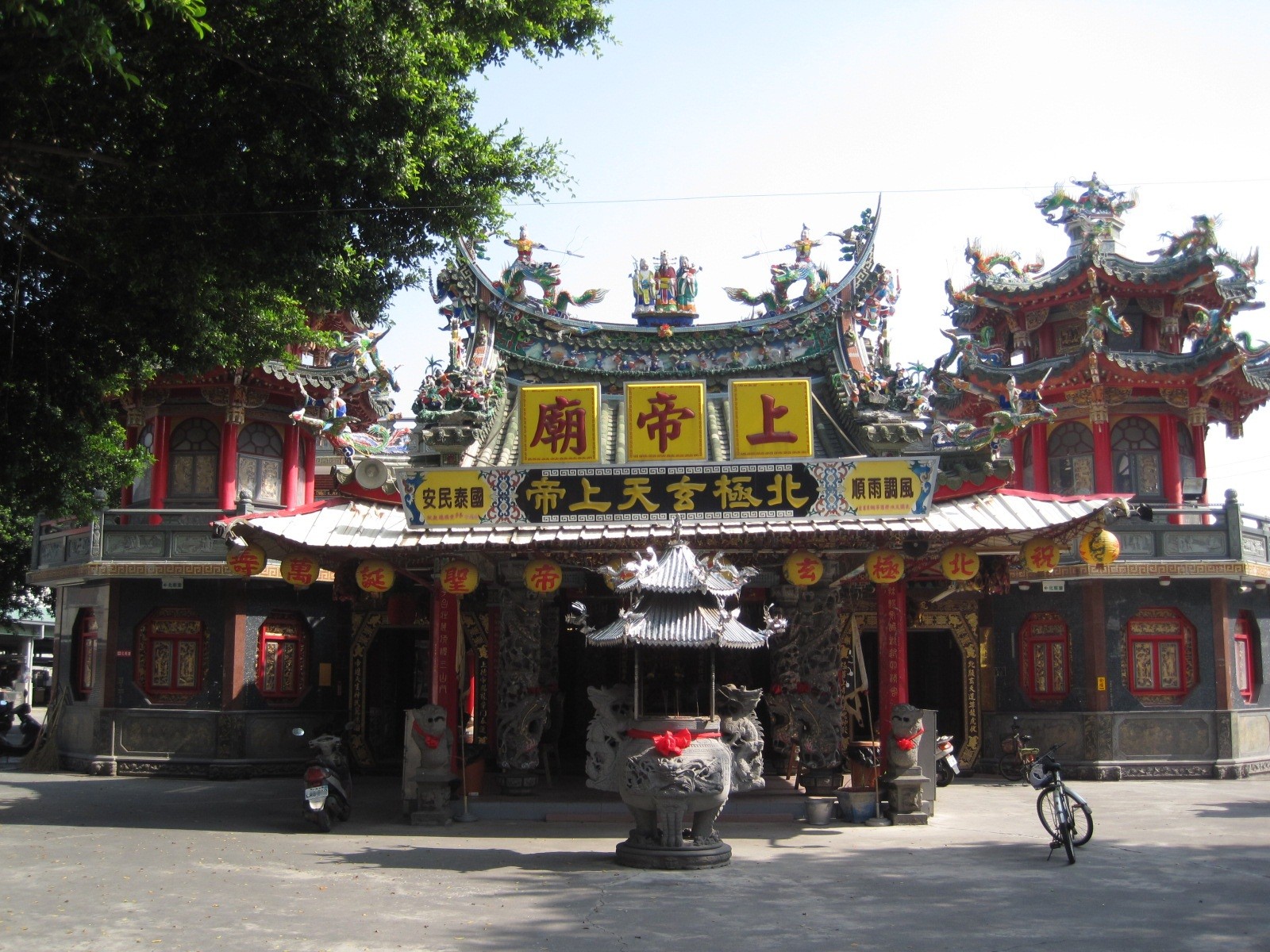
德高厝上帝廟

- 德高國小
- 德高厝上帝廟